# Berghond van de Maremmen en Abruzzen
De Berghond van de Maremmen en Abruzzen is een hondenras afkomstig uit de gelijknamige gebieden in Italië. De hond wordt ook wel 'Maremma' of 'Maremmano' genoemd. 
Het ras zou meer dan 2000 jaar oud zijn en oorspronkelijk uit Azië komen. De hond werd en wordt gefokt om schaapskuddes ook in afwezigheid van de herder te beschermen tegen wolven en everzwijnen. In een schaapskudde valt hij niet op door zijn witte vacht en grootte, dat maakt zijn aanwezigheid voor een aanvaller ongewis. Hij heeft een moedig, waakzaam maar niet overmatig agressief karakter. 
De Maremma is een grote gespierde hond met een schouderhoogte voor de reuen van 67-74 centimeter en de teven 62-70 centimeter. Het gewicht van de reu bedraagt 40 tot 52 kilogram en dat van de teef 35 tot 45 kilogram. De vacht is lang en wit. Men onderscheidt een 'werktype' en een 'showtype'.
Het is een waakhond die met een consequente training geschikt te maken is als gezelschapdier. Het is een rustige buitenhond die behoefte heeft aan ruimte en voldoende beweging nodig heeft. De vacht vraagt weinig verzorging. 
Australian stumpy tail cattle dog ·
Australische herder ·
Australische veedrijvershond ·
Bearded collie ·
Beauceron ·
Belgische herder ·
Bergamasco ·
Berghond van de Maremmen en Abruzzen ·
Bobtail ·
Boheemse herder ·
Bordercollie ·
Bouvier des Ardennes ·
Bouvier (des Flandres) ·
Briard ·
Ca de bestiar ·
Cão da Serra de Aires ·
Cão de fila de São Miguel ·
Catalaanse herder ·
Ciobanesc romanesc carpatin ·
Ciobanesc romanesc mioritic ·
Duitse herder ·
Hollandse herder ·
Karpatische herdershond ·
Kelpie ·
Komondor ·
Kroatische herder ·
Kuvasz ·
Lancashire heeler ·
Miniature American Shepherd ·
Mudi ·
Picardische herdershond ·
Polski owczarek nizinny ·
Puli ·
Pumi ·
Pyrenese herdershond ·
Saarlooswolfhond ·
Schapendoes ·
Schipperke ·
Schotse herdershond ·
Sheltie ·
Slovenský čuvač ·
Tatrahond ·
Tsjecho-Slowaakse wolfhond ·
Welsh corgi Cardigan ·
Welsh corgi Pembroke ·
Zuid-Russische owcharka ·
Zwitserse witte herder